# Gnosjö socken
Gnosjö socken i Småland ingick i Västbo härad i Finnveden, ingår sedan 1971 i Gnosjö kommun i Jönköpings län och motsvarar från 2016 Gnosjö distrikt.
Socknens areal är 60,85 kvadratkilometer, varav land 56,47. År 2000 fanns här 5 049 invånare. Tätorten Gnosjö med sockenkyrkan Gnosjö kyrka ligger i socknen.
Namnets genuina uttal i traditionell dialekt (genuint folkmål) är Gnoks.

## Administrativ historik
Gnosjö socken har medeltida ursprung.
Vid kommunreformen 1862 övergick socknens ansvar för de kyrkliga frågorna till Gnosjö församling och för de borgerliga frågorna till Gnosjö landskommun.  Landskommunen utökades 1952 och ombildades 1971 till Gnosjö kommun.
1 januari 2016 inrättades distriktet Gnosjö, med samma omfattning som församlingen hade 1999/2000.  
Socknen har tillhört samma fögderier och domsagor som Västbo härad. De indelta soldaterna tillhörde Jönköpings regemente, Mo härads kompani.

## Geografi
Gnosjö socken ligger på sydsvenska höglandet med sjön Hären i söder. Socknen består av kuperad stenig och mossrik skogsbygd. Hären delas med Kulltorps socken.
En sätesgård var Töllstorps säteri.

## Fornlämningar
Fem stenåldersboplatser och enstaka lösfynd är de enda kända fornlämningarna.

## Befolkningsutveckling
Befolkningen ökade stadigt från 475 1810 till 4 705 1990.

## Namnet
Namnet (1397 Gnoxrydh), taget från kyrkbyn, har ett förled som troligen avser ett äldre namn på den nuvarande Sjöarpsjön och efterledet ryd, röjning.
Namnet är en urspåring. Det ursprungliga namnet, som på nusvenska skulle vara *Gnogsryd, har omtolkats genom att genitivfogen ‑s‑ och en reducerad form av efterleden ‑rydh har tolkats som ‑se, vilket var en form av ordet sjö (ursprungligen fanns inget sj‑ljud, utan sjö uttalades som det stavas). Uttalet Gnogse har efter medeltiden tolkats som Gnosjö (Gnosiöö år 1690) av kronans skribenter.
Det traditionella uttalet är Gnoks (IPA [gnʊks]) eller Gno socken [gnuː sɔkːən]. Med utjämning av traditionell dialekter (genuina folkmål) blir uttal som inte överensstämmer med den officiella skriftbilden ovanligare.